# Hydrellia serena
Hydrellia serena är en tvåvingeart som beskrevs av Cresson 1931. Hydrellia serena ingår i släktet Hydrellia och familjen vattenflugor. Inga underarter finns listade i Catalogue of Life.